# 크루 알렉산드라 FC

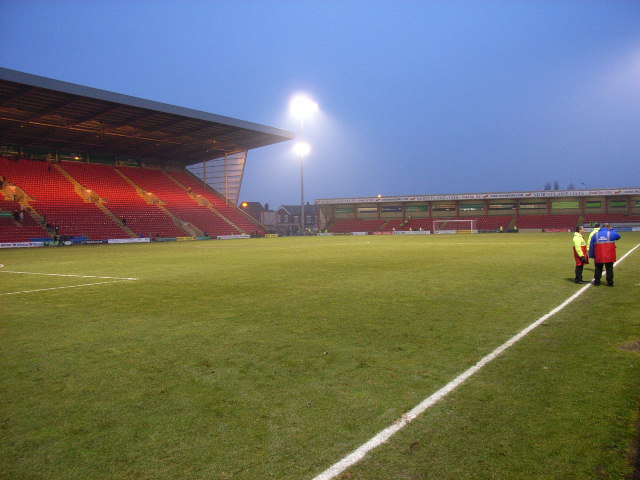

크루 알렉산드라 FC(Crewe Alexandra F.C.)는 잉글랜드 체셔주 크루를 본거지로 하는 축구 클럽 팀이다.

## 선수 명단

### 현역
참고: FIFA 자격 규정에 따라 소속된 국가대표팀 국기를 표시합니다. 선수는 복수의 FIFA 비회원국 국적을 가지고 있을 수 있습니다.
| 번호 | 포지션 | 국적   | 이름               |
| ---- | ------ | ------ | ------------------ |
| 3    | DF     |        | 제이미 나이트 레벨 |
| 4    | DF     | 웨일스 | 잭 윌리엄스        |

| 번호 | 포지션 | 국적     | 이름                |
| ---- | ------ | -------- | ------------------- |
| 26   | DF     | 아일랜드 | 코너 오리오던       |
| 30   | DF     | 웨일스   | 톰 로워리           |
| 31   | GK     |          | 미콜라이 레나르치크 |